# Tom Prince (Bodybuilder)
Tom Prince (* 26. Oktober 1969 in Virginia; † 5. Februar 2022) war ein US-amerikanischer Profi-Bodybuilder der IFBB.

## Leben
Prince wurde am 26. Oktober 1968 im US-Bundesstaat Virginia geboren. Mitte der 1990er Jahre nahm er an ersten Bodybuilding-Wettbewerben der National Physique Committee, kurz NPC, teil. 1997 gewann er die NPC National Championships und erhielt daher seine IFBB-Profi-Karte. 1999 trat er beim IFBB Night of Champions an und landete auf dem 13. Platz. 2000 nahm er am IFBB Ironman Pro Invitational teil. 2001 folgten Teilnahmen am IFBB Grand Prix England und Night of Champions. Bei letzterem Wettbewerb wurde er dritter und nahm daher beim Mr. Olympia teil, wo er Sechszehnter wurde. 2002 nahm er erneut an Night of Champions teil und wurde Siebter. Außerdem trat er am Southwest Pro Cup an und wurde Neunter. Insgesamt war er fünf Jahre lang als Profi-Bodybuilder tätig.
Er litt unter der seltenen Nierenerkrankung namens Fokal segmentale Glomerulosklerose, die durch einen genetischen Blutzustand und Drogenmissbrauch verursacht wurde. Daher zog er sich 2002 aus dem Profisport zurück, während er sich in den Vorbereitungen zu Night of Champions für das Jahr 2003 befand. 2012 erhielt er eine Nierentransplantation und musste sich rund zwei Jahre nach der Transplantation dreimal wöchentlich für jeweils vier Stunden einer Dialyse unterziehen.
Nach dem Ende seiner Bodybuilding-Karriere führte Prince zusammen mit seiner Frau Becca ein Immobilienverwaltungsunternehmen im Süden von Kalifornien. Außerdem blieb er dem Bodybuilding als Trainer treu. Er hat mindestens zwei Kinder aus erster Ehe. Laut Fachzeitschriften gehörte er „zu den wichtigen Menschen in der Fitness- und Bodybuilderszene“.
Prince starb am 5. Februar 2022 im Alter von 52 Jahren an den Folgen einer Krebserkrankung.

### Wettkampferfolge
- 1995: NPC Nationals – Heavyweight – Zweiter
- 1996: NPC Nationals – Heavyweight – Zweiter
- 1996: NPC USA Championships – Heavyweight – Zweiter
- 1997: NPC Nationals – Heavyweight and Overall – Sieger
- 1997: NPC USA Championships – Heavyweight – 9th
- 1999: IFBB Night of Champions – 13th
- 2000: IFBB Ironman Pro Invitational – 9th
- 2001: IFBB Grand Prix England – 8th
- 2001: IFBB Night of Champions – 3rd
- 2001: Mr Olympia – 16th
- 2002: IFBB Night of Champions – 7th
- 2002: IFBB Southwest Pro Cup – 9th